# Тапані Ніку
Тапані Ніку (нар. Карсікас, 1 квітня 1895 — 6 квітня 1989) — фінський лижник, учасник Зимових Олімпійських ігор 1924 року. Виграв бронзову медаль на 18 км і не зміг фінішувати на дистанції 50 км. На Чемпіонаті світу з гірських лиж FIS 1926 року посів шосте місце на дистанції 50 км і 13-е місце на дистанції 18 км.
Ніку виграв дев’ять національних титулів на дистанціях 10 км (1923–1926), 30 км (1921, 1923 та 1925–26) і 60 км (1925). Він також виграв гонку на 50 км на лижних іграх у Лахті в 1923–25 роках. У 1926 році він вийшов на пенсію і згодом працював лісником і фабрикантом лиж.
Після його смерті його вшанували державними похоронами.

## Результати з лижних гонок
Дані від Міжнародної федерації лижного спорту (FIS).

### Олімпійські ігри
- 1 медаль – (1 бронза)

| Рік  | Вік | 18 км  | 50 км |
| ---- | --- | ------ | ----- |
| 1924 | 28  | Бронза | DNF   |
|      |     |        |       |

| Рік  | Вік | 30 км | 50 км |
| ---- | --- | ----- | ----- |
| 1926 | 30  | 13    | 6     |
|      |     |       |       |